# Orthocis punctatus
Orthocis punctatus är en skalbaggsart som först beskrevs av Mellié 1848.  Orthocis punctatus ingår i släktet Orthocis och familjen trädsvampborrare. Inga underarter finns listade i Catalogue of Life.